# 芦北町立田浦小学校
芦北町立田浦小学校（あしきたちょうりつ たのうらしょうがっこう）は、熊本県葦北郡芦北町にある公立小学校。

## 沿革
井牟田小学校
- 1874年（明治7年） - 二見学校分校として井牟田説教場で授業。
- 1879年（明治12年） - 田浦小学校分校となる。
- 1881年（明治14年） - 葦北郡第一尋常井牟田小学校となる。
- 1887年（明治20年） - 田浦尋常小学校井牟田支校と改称。
- 1892年（明治25年） - 井牟田尋常小学校と改称。
- 1905年（明治38年） - 井牟田尋常高等小学校と改称。
- 1941年（昭和16年） - 井牟田国民学校と改称。
- 1947年（昭和22年） - 田浦村立井牟田小学校と改称。
- 1958年（昭和33年） - 田浦町立井牟田小学校と改称。
- 1996年（平成8年） - 田浦小学校へ統合。

田浦小学校
- 1874年（明治7年） - 公立田浦小学校、横居木小学校創立。
- 1887年（明治20年） - 葦北郡第四尋常田浦小学校と改称。横居木、小田浦、海浦、井牟田を合併し支校とする。
- 1892年（明治25年） - 支校は独立し田浦尋常小学校と改称。
- 1897年（明治30年）8月20日- 小田浦尋常小学校を統合し、分教場とする。
- 1897年（明治30年）9月17日 - 田浦尋常高等小学校と改称。
- 1918年（大正7年） - 横居木尋常小学校を統合し、分教場とする。
- 1941年（昭和16年） - 田浦国民学校と改称。
- 1947年（昭和22年） - 田浦村立田浦小学校と改称。
- 1958年（昭和33年） - 田浦町立田浦小学校と改称。
- 1961年（昭和36年） - 小田浦分校が独立し田浦町立小田浦小学校となる。
- 1969年（昭和44年） - 横居木分校廃止。
- 2005年（平成17年） - 芦北町立田浦小学校と改称。
- 2008年（平成20年） - 小田浦小学校を統合。